# Cubo (Bruno Munari)
Cubo è un posacenere progettato nel 1957 da Bruno Munari. 
Per la prima volta viene sovvertito il concetto di posacenere aperto, nascondendo i mozziconi.
Nonostante l'iniziale disinteresse per il prodotto da parte delle aziende, dopo tre anni dal progetto Danese decise di inserire l'oggetto all'interno del suo catalogo, ottenendo un grande successo.

## Design
L'oggetto nasce dall'idea di ricerca sulle forme. Queste ultime vengono considerate non solo come soluzione funzionale, ma come espressione della cultura di un'epoca e di una società: un'idea che trova fondamento in tutti i lavori dell'artista. 
Cubo diventa quindi un oggetto innovativo sia per il concetto da cui è stato creato, sia per il concetto di posacenere in quanto l'ideale di posacenere prevede che i mozziconi siano esposti alla visione diretta, mentre Munari decide di occultarli all'interno per rendere l'oggetto il più pulito possibile.

### Struttura
L'oggetto è costituito da una scocca cubica, priva della faccia superiore e da una lamina metallica inserita all'interno che, grazie alla sua conformazione e all'inclinazione del taglio effettuato su di essa, crea una fessura che accoglie, e nasconde al suo interno, cenere e mozziconi di sigaretta, lasciando inalterata l'estetica. Questa caratteristica lo ha reso un oggetto iconico.
Il posacenere viene prodotto in due dimensioni: la più piccola ha i lati del cubo di 6 centimetri, mentre la più grande di 8 centimetri.

### Sicurezza
Il materiale con cui è realizzata la scatola è la melammina, una resina sintetica non infiammabile, inodore e incolore, resistente all'acqua, agli agenti chimici, all'abrasione e al calore dei mozziconi.
L'inclinazione della lamina interna in alluminio anodizzato è studiata in modo da creare una fessura superiore tale da indurre lo spegnimento per asfissia del contenuto e da isolare il calore al suo interno.

### Manutenzione
Essendo l'oggetto composto da due semplici elementi, una volta riempito basterà estrarre la lamina interna, svuotarla e lavarla. 
Inoltre questa struttura rende possibile gli spostamenti evitando la fuoriuscita del contenuto.

### Ambiente
Il materiale utilizzato per la scocca esterna (resina melamminica) non è riciclabile poiché carbonizzerebbe se sottoposto a una seconda fusione, mentre l'alluminio della lamina è rifondibile e riutilizzabile.

### Benessere
La ben nota forma previene anche eventuali rovesciamenti dell'oggetto tenendo all'interno di esso il contenuto o lo spargimento di esso conseguente alle folate di vento. 
Inoltre in un'occasione di utilizzo a tavola rende più vivibile il momento tra fumatore e non.

## Materiali
La scocca esterna è realizzata in resina melamminica, una resina termoindurente ricavata dalla melammina, mentre la lamina interna è in alluminio.

### Tecniche di produzione
Il componente esterno viene prodotto tramite stampaggio a compressione, un processo di lavorazione in serie che ha dei costi assai ridotti, utilizzato per forme semplici.
La lamina interna, invece, segue tre processi: laminazione, taglio e piegatura.

## Dimensioni

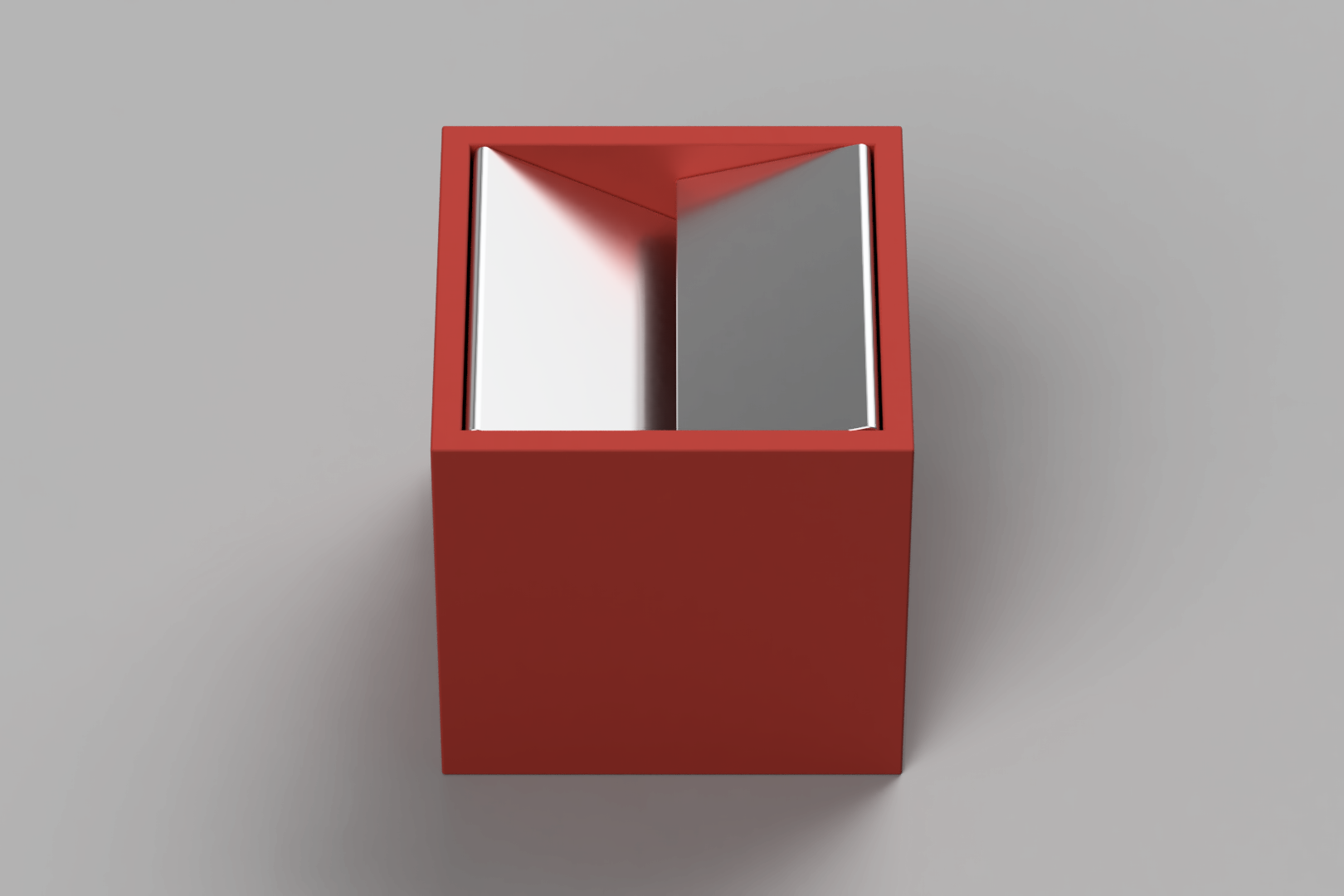
Vista laterale.

| Profondità     | 8.3 cm o 6.3 cm |
| Altezza totale | 8.3 cm o 6.3 cm |
| Larghezza      | 8.3 cm o 6.3 cm |

## Analisi semiotica dell'oggetto

### Categorie plastiche

#### Categorie tipologiche
Se si osserva l’oggetto assemblato si nota la caratteristica della faccia superiore, la quale presenta una fessura mentre le altre sono delle semplici facce piane. Quando l’elemento centrale viene sfilato verso l’alto, la contrapposizione della faccia superiore con le altre si evidenzia maggiormente. 
Per quanto riguarda il componente metallico estratto, questo è una lamina piegata e non presenta facce laterali. Le facce vuote generano contrasto pieno-vuoto con le loro laterali. 

#### Categorie eidetiche
Se considerato nel suo insieme, Cubo non presenta differenziazioni di andamenti di linea per la sua regolarità derivata dalla forma; mentre se viene smontato, osservando frontalmente la lamina, questa presenta una contrapposizione tra gli angoli inferiori, ortogonali, e quelli superiori che invece sono acuti.

#### Categorie cromatiche
I due materiali con i quali è realizzato Cubo generano alcune contrapposizioni degne di nota quali la differenza tra colori caldi o freddi e la rifinitura opaca o lucida delle componenti, la prima plastica mentre l’altra metallica. La sua contrapposizione luce ed ombra viene esaltata nella faccia superiore grazie alle angolature differenti della lamina.

### Valori
Nel quadrato di Jean-Marie Floch Cubo viene situato nella valorizzazione pratica in quanto risulta un oggetto prettamente maneggevole e mantiene pulito l'ambiente.
Secondariamente è situabile nella valorizzazione ludica poiché è un oggetto esteticamente valido e raffinato che può essere utilizzato anche solo come soprammobile.
La forma cubica quasi completamente chiusa, come una scatola, rende difficile da interpretare la sua funzione a prima vista; Cubo si differenzia molto dai precedenti posacenere e quindi trasmette una sensazione di curiosità tipicamente ludica.
Il progetto di Bruno Munari ha un valore pionieristico: i mozziconi di sigaretta non rimangono più a vista e l’odore viene contenuto, assieme al fumo, all’interno del posacenere.
La semplicità di costruzione lo rende sia pratico come raccoglitore che facile da svuotare e ripulire.

## Curiosità
Durante una lezione a Venezia del 1992, Munari precisò che quando progettò il posacenere sbagliò l'aspetto psicologico del prodotto, poiché in genere si pensa ad un piatto con mozziconi e cenere all'interno in bella vista, mentre la gente, vedendo per la prima volta Cubo, non capì immediatamente la sua funzionalità.

## Prodotti simili
- Posacenere (1924) di Marianne Brandt
- Posacenere Clam (1968) di Alan Fletcher
- Posacenere (1992) di Aart Roelandt